# Foetus
A Foetus egy ausztrál együttes, JG Thirlwell zenész zenei projektje, melyet 1981-ben alapított Melbourne-ben. Thirlwell mellett számtalan egyéb zenész is megfordult a Foetusben, de Thirlwell nem tartja őket a zenekar tagjainak. Az együttes több különböző nevet használt már albumborítóin, például: „Scraping the Foetus off the Wheel”, „You've Got Foetus on Your Breath”. Az összes név tartalmazza a foetus (magzat) szót. (JG Thirlwell szólókarrierjében is számtalan művésznevet felhasznált már.) Post-punk, experimental music, avantgárd zene és indusztriális zene műfajokban játszik. Az összes lemeze négy betűből álló címmel rendelkezik. Az 1995-ös album óta viszont csak a Foetus nevet használja.

## Diszkográfia
- Deaf (1981)
- Ache (1982)
- Hole (1984)
- Nail (1985)
- Thaw (1988)
- Gash (1995)
- Flow (2001)
- Love (2005)
- Vein (2007)
- Hide (2010)
- Soak (2013)